# Uwe Krupp
Uwe Krupp, född 24 juni 1965 i Köln, är en tysk före detta professionell ishockeyspelare (försvarare) och numera ishockeytränare. Han är den första tyska spelaren som har vunnit Stanley Cup. Han var 2005–2010 förbundskapten för Tysklands ishockeylandslag. Krupp är sedan 2011 tränare för Kölner Haie.

## Spelarkarriär
Krupp började sin karriär som seniorspelare i Kölner Haie 1982. Han deltog i ishockey-VM 1986 och 1990. 1986 följde en karriär i Nordamerika med spel i AHL för Rochester Americans och sedan för Buffalo Sabres i NHL fram till 1992. Han fortsatte sedan i New York Islanders och Quebec Nordiques. Under NHL-lockouten 1994-1995 spelade han hemma i Tyskland för EV Landshut. Comebacken i Colorado Avalanche (f.d. Quebec Nordiques) blev en succé med seger i Stanley Cup 1996. Det blev 4-0 i matcher i finalserien mot Florida Panthers. Krupp gjorde det avgörande målet i fjärde matchen. Samma år deltog Krupp med Tyskland i World Cup och 1998 i Nagano-OS. 1998 bytte Krupp klubb till Detroit Red Wings där han för andra gången vann Stanley Cup 2002. Hans roll i laget var dock begränsad och han deltog inte alls i själva finalspelet mot Carolina Hurricanes. Ett sista år i Atlanta Thrashers följde 2002-2003 innan han lade av. Krupp spelade 729 matcher i NHL plus 81 slutspelsmatcher och gjorde 281 poäng i grundserien samt 29 i slutspelet.

## Tränarkarriär
Tränarkarriären började 2002-2003 i Atlanta Thrashers. Krupp arbetade sedan inom de tyska ungdomslandslagen (U18, U20) innan han 2005 utnämndes till förbundskapten för Tysklands herrlandslag i ishockey. En första framgång kom direkt då Krupp förde Tyskland tillbaka till spel i A-VM efter seger i B-VM i april 2006. I hemma-VM 2010 ledde han Tyskland till nationens största framgång i modern tid. Efter seger över Schweiz med 1-0 i kvartsfinalen fick Tyskland spela om medaljer med Ryssland, Sverige och Tjeckien. I semifinalen mot Ryssland gjorde Tyskland en stormatch men förlorade med 1-2. Efter förlust också i bronsmatchen mot Sverige fick Tyskland nöja sig med fjärde plats.